# Niccokick
Niccokick är en musikgrupp från Båstad, startad hösten 2001 av Andreas Söderlund.

## Biografi
Niccokick bestod inledningsvis av Andreas Söderlund (sång, gitarr), hans bror Mathias Söderlund (trummor), Martin Stääv (gitarr, körsång) och Philip Hall (bas). Gruppen gjorde tre demoinspelningar under 2002 innan skivdebuten kom med 2003 års Bye Bye! Friend., en sjutums-EP limiterad till 300 exemplar. Debuten följdes av ännu en EP, Turn 27 (2003).
Samma år spelade bandet på Emmabodafestivalen. Bandets medverkan där kan tillskrivas det faktum att Söderlund under fyra månaders tid skickat demoinspelningar till bandbokningen. Totalt skickades nio kuvert där vart och ett pryddes av en bokstav på kuvertet. Tillsammans bildade de bandnamnet Niccokick.
Gruppens debutalbum Awake from the Dead, My Dear Best Friend släpptes 2004 på Razzia Records. Skivan nådde ingen listplacering, men mottogs generellt väl av kritikerna. Från skivan släpptes singeln Love & Neon Lights samt EP:n Run! Run! Run! (båda 2004).
Fyra år dröjde innan gruppens andra album, 2008 års The Good Times We Shared, Were They So Bad? släpptes. Inför detta släpp hade bandet bytt skivbolag till Startracks. Inte heller denna skiva nådde någon listplacering och mottogs generellt sett lite sämre än debutalbumet. Från skivan släpptes låten "The Poet" som nedladdningsbar singel.
På sin hemsida beskriver bandet tiden kring skivans tillkomst som präglad av "turnéer, dödsångest, sammanbrott och terapi".
2020 gjorde bandet comeback och släppte under pandemiåret två singlar.

## Medlemmar
- Andreas Söderlund - sång, gitarr
- Mathias Söderlund - trummor
- Martin Stääv - gitarr, körsång
- Daniel Teodorsson - klaviatur, körsång
- Philip Hall - bas

## Diskografi

### Album
- 2004 – Awake from the Dead, My Dear Best Friend
- 2008 – The Good Times We Shared, Were They So Bad?

### EP
- 2003 – Bye Bye! Friend.
- 2003 – Turn 27
- 2004 – Run! Run! Run!

### Singlar
- 2004 – Love & Neon Lights
- 2008 – The Poet
- 2020 -  Afraid
- 2020 -  Love can be a wonderful thing

### Fotnoter
1. 1 2  ”Niccokick”. Itunes.com. http://itunes.apple.com/us/artist/niccokick/id204955665. Läst 15 september 2012.
2. 1 2  ”Niccokick”. Startracks. Arkiverad från originalet den 18 september 2012. https://web.archive.org/web/20120918181447/http://www.startracks.se/artists.asp?ID=23. Läst 15 september 2012.
3. 1 2 3  ”Niccokick”. Discogs.com. http://www.discogs.com/artist/Niccokick. Läst 15 september 2012.
4. 1 2  ”Niccokick”. Swedishchats.com. http://swedishcharts.com/showitem.asp?interpret=Niccokick&titel=I+Drink+To+Get+Thrilled&cat=s. Läst 15 september 2012.
5. ↑  ”Awake from the Dead, My Dear Best Friend”. Kritiker.se. http://kritiker.se/skivor/niccokick/awake-from-the-dead-my-dear-best-friend/. Läst 15 september 2012.
6. ↑  ”The Good Times We Shared, Were They So Bad?”. Kritiker.se. http://kritiker.se/skivor/niccokick/the-good-times-we-shared-were-they-so-bad/. Läst 15 september 2012.
7. ↑  ”The Poet”. Niccokick. Arkiverad från originalet den 18 juli 2010. https://web.archive.org/web/20100718191351/http://www.niccokick.com/discography.asp?show=detail&id=9. Läst 15 september 2012.
8. ↑  ”The Good Times We Shared, Were They So Bad?”. Niccokick. Arkiverad från originalet den 2 juli 2012. https://web.archive.org/web/20120702143612/http://www.niccokick.com/discography.asp?show=detail&id=10. Läst 15 september 2012.